# Gmach I Liceum Ogólnokształcącego w Lęborku
Gmach Liceum Ogólnokształcącego nr 1 w Lęborku – zabytkowy budynek szkolny mieszczący się w Lęborku przy ul. Dygasińskiego. Oddany do użytku w 1928 roku. Od 2000 roku obiekt widnieje w rejestrze zabytków.